# Джемал Хатип
Джемал Мехмедали Хатип е български ислямски теолог, историк и преводач. Началник на отдел „Издателство“ към Главното мюфтийство в Република България.

## Биография
Джемал Мехмедали Хатип е роден през 1978 година в село Рибново, Гоцеделчевско. През 1992 година семейството му се преселва в град Бурса, Турция, където му се налага за известно време да изостави оброзованието си и да работи като сладкар. В края на 1998 година получава майсторски сертификат и професионална диплома по хотелиерство, ресторантьорство и туризъм. През 2001 година продължава обучението си в Йордания, където завършва 18-месечен курс по арабски език. През 2003 година отива в Египет, където завършва средно религиозно образование и е приет в ислямския университет Ал-Азхар в Кайро.
След завършване на висшето си образование през 2013 година се завръща в България. Същата година започва работа в отдел „Издателство“ на Главното мюфтийство като експерт. В 2018 година е назначен за началник на същия отдел. През следващите години завършва и Висшия ислямски институт в София. Следва магистратура в Института по социални науки на Тракийския университет в Одрин по програма „Балкански изследвания“ и се дипломира през 2022 година.
Джемал Хатип е автор и преводач на редица книги и научни статии. Член е на комисията по издателска дейност към Висшия мюсюлмански съвет, редакционната колегия на списание „Мюсюлмани“ и редакционната колегия на годишника към Висшия ислямски институт. Владее български, арабски и турски език.

## Книги, преводи и статии

### Книги
- Хомосексуализмът от гледна точка на исляма. София, Главно мюфтийство на мюсюлманите в Република България, [2009]. ISBN - 978-954-9880-31-1
- Покаянието (Тевбе). София, Главно мюфтийство на мюсюлманите в Република България, [2014]. ISBN - 978-954-9880-67-0
- Нашите архитектурни паметници. Част. 1. София : Глав. мюфтийство на мюсюлманите в Републ. България [2022]. ISBN - 978-619-7406-64-1

### Преводи
- Задгробният живот. (от арабски език). Главно мюфтийство на мюсюлманите в Република България, [2009]. ISBN - 978-954-9880-29-8
- Уповаването на Аллах - Тевеккюл (от арабски език). Главно мюфтийство на мюсюлманите в Република България, [2013]. ISBN - 978-954-9880-59-5
- Опазването на езика (от арабски език). Главно мюфтийство на мюсюлманите в Република България, [2013].  ISBN - 978-954-9880-58-8
- Въздържането в земния живот - Зюхд (от арабски език). Главно мюфтийство на мюсюлманите в Република България, [2015]. ISBN - 978-954-9880-79-3
- Как да се молим по време на хадж и умре? - Дуи и зикр. (от арабски език). Главно мюфтийство на мюсюлманите в Република България, [2016]. ISBN - 978-954-9880-90-8
- 40 хадиса 40 илюстрации - 40 hadis 40 çizgi (от турски език). Главно мюфтийство на мюсюлманите в Република България, [2017]. ISBN - 978-619-7406-01-6
- Мястото на сюннета в ислямското право : Мухтасар Мифтах-ул-дженне (от арабски език). Главно мюфтийство на мюсюлманите в Република България, [2017]. ISBN - 978-954-9880-00-7
- Уча се да вземам абдест : книжка за оцветяване 1, 2, 3 част. (от турски език). Главно мюфтийство на мюсюлманите в Република България, [2018]. ISBN - 978-619-7406-10-8
- Пази се от потисничество - Зулм (от арабски език). Главно мюфтийство на мюсюлманите в Република България, [2019]. ISBN - 978-619-7406-17-7
- Какво подготви за смъртта? (от арабски език). Главно мюфтийство на мюсюлманите в Република България, [2019]. ISBN - 978-619-7406-18-4
- Моят рамазански дневник. (от турски език). Главно мюфтийство на мюсюлманите в Република България, [2020]. ISBN - 978-619-7406-33-7
- Уважение към родителите - Бирр-ул-валидейн (от арабски език). Главно мюфтийство на мюсюлманите в Република България, [2021]. ISBN - 978-619-7406-56-6
- Пазете се от огъня на джехеннема! (от арабски език). Главно мюфтийство на мюсюлманите в Република България, [2021]. ISBN - 978-619-7406-43-6
- Нима не размишляват над Корана? (от арабски език). Главно мюфтийство на мюсюлманите в Република България, [2022]. ISBN - 978-619-7406-59-7
- 365 дена, 365 религиозни термина в разкази (от турски език). Главно мюфтийство на мюсюлманите в Република България, [2023]. ISBN - 978-619-7406-68-9
- Благодари ли на Аллах за благата, с които те е дарил? (от арабски език). Главно мюфтийство на мюсюлманите в Република България, [2023]. ISBN - 978-619-7406-72-6
- Ако искаш дуата ти да бъде приета (от арабски език). Главно мюфтийство на мюсюлманите в Република България, [2023]. ISBN - 978-619-7406-71-9
- Послание до бедния (от арабски език). Главно мюфтийство на мюсюлманите в Република България, [2024]. ISBN - 978-619-7406-85-6
- Щастливите ми дни, благодатните ми вечери (от турски език). Главно мюфтийство на мюсюлманите в Република България , [2024]. ISBN -978-619-7406-87-0
- Дали ти си от раздаващите (от арабски език). Главно мюфтийство на мюсюлманите в Република България, [2024]. ISBN - 978-619-7406-90-0
- Греховете – болест за душите и отрова за сърцата (от арабски език). Главно мюфтийство на мюсюлманите в Република България, [2025]. ISBN - 978-619-7406-95-5
- Плодовете на търпението (от арабски език). Главно мюфтийство на мюсюлманите в Република България, [2025]. ISBN - 978-619-7406-97-9

### Научни статии

#### На български език
- „Османотурски епиграфски надписи върху надгробни паметници от село Рибново“, Годишник на Висшия ислямски институт, София 2021, с. 342-420. ISSN 1313-8839 - https://islamicinstitute-bg.org/
- Два епиграфски паметника на османотурски от исторически музей „Атанас Игнатиев Караиванов“ в Карнобат, История и Култура на Карнобатския край, Том 5, Бургас 2024, с. 157-163. ISBN - 978-619-7725-20-9

#### На турски език
- „Müslümanlar Gazete ve Dergisi“, Geçmişten Günümüze Balkanlarda Türkçenin Süreli Yayınlardaki Yeri ve Önemi Sempozyumu – Mayıs 2017 (Bosna Hersek /Zenitca)., p. 120-136. ISBN - 978-9926-418-02-1
- „Bulgaristan'daki Ribnovo Köyü ve Mezarlıklarındaki Osmanlı Mezar Taşları“ Uluslararası Tarihî, Edebî ve Kültürel Açıdan Osmanlı Mezar Taşları Sempozyumu (Tarihi, edebi ve kültürel açıdan : Osmanlı mezar taşları), Ocak 2019 (Eyüpsultan, İstanbul)., p. 189-211. ISBN - 978-625-7760-08-9 Архив на оригинала от 2023-12-09 в Wayback Machine.
- „Nüvvab Medresesinin Kurulup Geliştirilmesinde Hizmetleri Olan Bazı Nüvvaplıların Mezartaşları“, Milletlerarası İlmi Toplantısı: Asırlık İlim ve İrfab Ocağı: “Nüvvab” - 27-28 Kasım 2022 (Şumnu, Bulgaristan) ISBN 978-619-7406-84-9
- „Samokov’da Bulunan Mehmet Hüsrev Paşa’nın Annesi Şerife Saide Hanım’ın Mezar Taşı Kitabesinin Düşündürdükleri“, 100. Yılında Uluslararası Toplumsal Araştırmalar Kongresi, Sosyal Bilimler Sempozyumu - 17-19 KASIM 2023 (Ankara, Türkiye). ISBN: 978-605-70777-5-2
- "Bulgaristan Coğrafyasında Filibe Kriçim’deki Osmanlı Dönemi Mezar Taşı Örnekleri", Milletlerarası İlmi Konferansı "Filibe’nin İslam Kültürü Mirası"  - 24-26 Ekim 2024 (Filibe /Plovdiv/, Bulgaristan)